# Tom Alby
Tom Alby (* 1972 in Duisburg) ist ein deutscher Digitalexperte, Autor und Vortragsredner.

## Leben und Arbeit
Alby studierte Anglistik, Germanistik und Informatik mit Schwerpunkt Computerlinguistik an der Universität Bielefeld und wurde an der Philosophischen Fakultät der Humboldt-Universität zu Berlin promoviert. Er arbeitete seit 1999 an verschiedenen Suchmaschinen, darunter Lycos Europe, Seekport, Ask.com und Google. Seit November 2018 ist er Chief Digital Transformation Officer bei dem Kreditversicherer Allianz Trade (früher Euler Hermes). Alby hat Lehraufträge an der Humboldt-Universität zu Berlin und HAW Hamburg.
Alby war Mitglied der Jury des Grimme Online Awards in den Jahren 2009, 2010 und 2011.

## Werke
- Data Science in der Praxis. Eine verständliche Einführung in alle wichtigen Verfahren. 1. Auflage, Rheinwerk Verlag, Bonn 2022, ISBN 978-3-8362-8462-2.
- Daten und KI im Online-Marketing. In: Felix Beilharz: Online Marketing Manager: Handbuch für die Praxis. 2. Auflage, O’Reilly, Heidelberg 2020, ISBN 978-3-96009-131-8.
- Einführung in die Webanalyse. 1. Auflage, Rheinwerk Verlag, Bonn 2019, ISBN 978-3-8362-7236-0.
- Analytics im eBranding und eBranding und Suchmaschinenmarketing. In: Elke Theobald: Brand Evolution: Moderne Markenführung im digitalen Zeitalter. 2. Auflage, Springer, Wiesbaden 2016, ISBN 978-3-658-15815-6.
- Technikgeschichte des Webs. In: Konrad Scherfer: Webwissenschaft. Eine Einführung. LIT, Münster, 2. Auflage. 2010, ISBN 978-3-8258-0947-8
- Das Mobile Web. 1. Auflage, Hanser Verlag, München 2008, ISBN 978-3-446-41507-2.
- Web 2.0. 3. Auflage, Hanser Verlag, München 2008, ISBN 978-3-446-41449-5.
- Professionell bloggen mit WordPress. 1. Auflage, Hanser Verlag, München 2008, ISBN 978-3-446-41354-2.
- mit Stefan Karzauninkat: Suchmaschinenoptimierung. Professionelles Website-Marketing für besseres Ranking. 2. Auflage, Hanser Verlag, München 2007, ISBN 978-3-446-41027-5.